# لیهای اکرز (فلوریدا)
لیهای اکرز (به انگلیسی: Lehigh Acres) یک منطقهٔ مسکونی در ایالات متحده آمریکا است که در شهرستان لی، فلوریدا واقع شده‌است. لیهای اکرز ۱۰۰٬۱۳۴ نفر جمعیت دارد و ۶ متر بالاتر از سطح دریا واقع شده‌است.